# راني كي فاف
راني كي فاف هو بئر مدرج يقع في بلدة باتان بولاية غوجارات،الهند تم تشييدها في القرن ال 11،تم إدراج الموقع ضمن مواقع التراث عالمي في 2014.